# Естансан
Естансан (фр. Estensan) насеље је и општина у јужној Француској у региону Миди Пирене, у департману Горњи Пиринеји која припада префектури Бањер де Бигор.
По подацима из 2011. године у општини је живело 39 становника, а густина насељености је износила 25,32 становника/km². Општина се простире на површини од 1,54 km². Налази се на средњој надморској висини од 974 метара (максималној 1.255 m, а минималној 880 m).

## Демографија
| 1962. | 1968. | 1975. | 1982. | 1990. | 1999. | 2011. |
| ----- | ----- | ----- | ----- | ----- | ----- | ----- |
| 53    | 60    | 51    | 37    | 32    | 35    | 39    |

График промене броја становника у току последњих година